# 26761 Stromboli
För andra betydelser, se Stromboli (olika betydelser).
26761 Stromboli är en huvudbältesasteroid som tillhör Hilda-asteroiderna. Den upptäcktes den 24 september 1960 av den nederländsk-amerikanske astronomen Tom Gehrels och det nederländska astronomparet Ingrid van Houten-Groeneveld och Cornelis Johannes van Houten vid Palomarobservatoriet.
Dess preliminära beteckning var 2033 P-L. Den fick 2004 namn efter vulkanen Stromboli, i tyrrenska havet utanför Sicilien.
Strombolis omloppstid är drygt 8 år och dess senaste periheliepassage skedde den 14 februari 2018.